# Lazo rosado

El lazo rosado, símbolo de la lucha contra el cáncer de mama

El lazo rosado es un símbolo internacional usado por personas, compañías y organizaciones que se comprometen a crear conciencia sobre el cáncer de mama.

## Objetivo
El objetivo principal del Lazo Rosa es concienciar sobre el cáncer de Mama.
~ Prevención: prevenir el cáncer de mama.
~ Detección: descubrir información del cáncer de mama.
~ Cura: maneras de curar el cáncer de mama.
~ Cuidados: ofreciendo atención.
El primer lazo rosado fue introducido por la Fundación Susan G. Komen del Cáncer de Mama, que regaló viseras rosadas a los sobrevivientes del Cáncer de Mama que estaban corriendo en el Maratón por la Cura desde finales del año 1990. Un par de meses después, en el año 1991 cada participante de la Carrera de la Ciudad de Nueva York recibió un lazo rosado, sin embargo el lazo no tenía gran importancia para ellos, ya que era más un pequeño detalle que un evento tan importante.
En los años noventa, los activistas por la causa del SIDA se sintieron inspirados por el impacto que podía generar un simbólico lazo rojo y decidieron emprender una campaña para que, de esta manera la gente pudiera apoyar esta causa. El lazo de la lucha contra el SIDA representa el color de la pasión. Durante los premios Tony, el actor Jeremy Irons fue fotografiado con un lazo rojo brillante sobre su pecho. Mientras el público continuaba viendo la entrega de premios, el lazo seguía llamando la atención también, y se hizo popular de la noche a la mañana. El año 1992 fue declarado por The New York Times como el año del lazo.
Alexandra Penney, quien era en 1992 la editora de Self, una revista de salud para mujeres, estuvo trabajando en la segunda edición anual de la Concienciación sobre el Cáncer de Mama (NBCAM). La que fuera la vicepresidenta general de Estée Lauder, Evelyn Lauder recibió la invitación para ser la editora invitada de la edición NBCAM de 1992. Penny y Lauder empezaron con la idea de hacer lazos y obtener el apoyo del gigante de cosméticos, para distribuirlos a través de las tiendas en la Ciudad de Nueva York. Evelyn Lauder se comprometió a distribuir los lazos por todo el país, sin embargo, hasta el momento no se había tomado una decisión en torno al color del mismo.
No obstante, una mujer de 68 años llamada Charlotte Hayley que había luchado contra el cáncer de mama y también había producido lazos representativos de color  melocotón, los vendió con una tarjeta que decía: “El presupuesto anual del instituto nacional del cáncer es de 1,8 billones de dólares estadounidenses y solamente el 5 % está destinado para la prevención del cáncer. Ayúdanos a despertar a nuestros legisladores y a los Estados Unidos, usando este lazo” Su mensaje se expandió rápidamente, lo cual hizo que Penney y Evelyn se interesaran en el concepto de Hayley, y quisieron trabajar conjuntamente con ella. Sin embargo Hayley rechazó la oferta argumentando que esta tenía un propósito demasiado comercial.
Después de discutir las oportunidades con Lauder, Hayley y los abogados, decidieron ponerle un “nuevo” color. El nuevo color de la cinta, sería el rosa y se convertiría en un símbolo internacional de la concienciación del cáncer de mama.

## Pink Ribbon International
El objetivo de esta organización es el de crear una comunidad de apoyo alrededor del mundo, así como también informar a los pacientes, especialistas, familias y amigos sobre el lazo rosado y el cáncer de mama.
Pink Ribbon International posee los derechos del lazo rosado. (www.pinkribbon.com).
| En español :   | Lazo Rosa       |
| En francés:    | Ruban Rose      |
| En italiano:   | Nastro Rosa     |
| En inglés      | Pink Ribbon     |
| En alemán:     | Rosa Schleife   |
| En holandés:   | Roze Lint       |
| En danés:      | Lyserøde Sløjfe |
| En Rep. Checa: | Růžová Stužka   |
| En finés:      | Roosa Nauha     |
| En noruego:    | Rosa Sløyfe     |
| En polaco:     | Różowa Wstążka  |
| En ruso:       | розовая лента   |
| En sueco:      | Rosa Bandet     |
| En turco:      | Pembe Kurdele   |
| En japonés:    | ピンクリボン    |
| En China:      | 粉红丝带        |
| En portugués:  | laço rosa       |

## El Mes de la Concienciación sobre el Cáncer de Mama
El Mes de la Concienciación sobre el Cáncer de Mama es una campaña anual de salud internacional organizada por las más importantes instituciones de caridad para el cáncer de mama con el objetivo de aumentar la concienciación sobre la enfermedad, recaudar fondos para la investigación de su causa, su prevención y su cura. La campaña también ofrece información y ayuda para aquellos afectados por el cáncer de mama.
AstraZeneca ha emprendido el Mes de la Concienciación del Cáncer de Mama en 1985. AstraZeneca es una corporación farmacéutica internacional fabricante de tres medicamentos para el cáncer de mama: Novaldex (tamoxifen), Arimidex (anastrozole) y Faslodex (fulvertrant). El objetivo del NBCAM desde sus inicios ha sido el de promover la mamografía como el arma más efectiva en la lucha contra el cáncer de mama.
El número de compañías que se han comprometido a concienciar sobre el cáncer de mama se ha incrementado a lo largo de los años. Estée Lauder, Avon, Komen y otras organizaciones comerciales se fueron sumando a diferentes eventos y actividades durante el mes de octubre.

## Actividades y Eventos durante el BCAM

### El Maratón Nacional por la Cura
En octubre de 1983, el Maratón por la Cura fue realizado por primera vez en Dallas, Texas en el cual 700 personas participaron. En el año 1999, no solamente se incrementó el número de participantes a 600,000; sino que también este maratón se convirtió en la serie 5K más grande de la nación, al mismo tiempo que 99 ciudades más en los Estados Unidos se sumaban a la organización del Maratón por la Cura.
En 2005, el número de participantes alcanzó los 1,4 millones, lo cual demostró que el Maratón era un gran éxito. El sitio de internet del Maratón por la Cura (http://www.nationalraceforthecure.org/ Archivado el 16 de enero de 2009 en Wayback Machine.) afirmó que el Maratón por la Cura celebrado en Washington D. C. en la actualidad, es la carrera más grande de 5 km en el mundo. Cabe señalar que este evento no solamente atrae a voluntarios sino también a compañías que están dispuestas a patrocinar, al igual que celebridades y políticos, mismos que en conjunto hacen que el evento sea aún más grande cada año. El Maratón por la Cura está siendo también organizado por muchas otras ciudades en el mundo.
En Venezuela la fundación FUNDASENO "Mi grupo de apoyo" organiza la caminata rosa para incentivar a todas las mujeres y hombres por la prevención del cáncer de mama, dicha actividad termina con bailes, música y rifas, el cual recolectan fondos para los pacientes con cáncer de mama y además crear talles de prevención. 
| Australia y Nueva Zelanda | Dove Pink Star walk                |
| Alemania                  | Komen Frankfurt Race for the Cure  |
| Holanda                   | Walk for Women                     |
| Italia                    | Komen Race for the cure            |
| Reino Unido               | Race for my wife and Race for life |
| Canadá                    | Run for the Cure                   |
| Hungría                   | Avon One-Day Walk for Life         |
| Puerto Rico               | Komen Race for the Cure            |
| Bulgaria                  | Breast Cancer Walk                 |
| Venezuela                 | Caminata rosa                      |

### Segundo Día del Cáncer de Mama
Una extensa caminata de 60 millas a lo largo de dos días para la recaudación de fondos para los institutos de investigación del cáncer de mama.

### Tercer Día del Cáncer de Mama
Esta caminata de 60 millas para la recaudación de fondos, misma que se realiza a lo largo de tres días, recauda dinero para las investigaciones en la materia que se estén llevando a cabo. Esta caminata que está patrocinada por la Fundación del Cáncer de Mama Susan G. Komen se realiza en muchas ciudades en los Estados Unidos. Cabe mencionar que esta caminata era anteriormente patrocinada y organizada por los Productos Avon y todavía hoy es conocida por muchos participantes como el Tercer día Avon. Avon además organiza muchos otros eventos alrededor del mundo tales como el Country Avon Event.
| Bulgaria        | Caminata contra el Cáncer de Mama                                            |
| República Checa | Conferencia sobre el Cáncer de Mama                                          |
| Francia         | Maratón/Caminata de 5 km contra el Cáncer de Mama                            |
| Alemania        | Caminata/Carrera femenil de 5 km                                             |
| Grecia          | Cena de Reconocimiento y Cruzada de la Moda contra el Cáncer de Mama de Avon |
| Hungría         | Caminata por la Vida                                                         |
| Irlanda         | Caminata contra el Cáncer de Mama                                            |
| Italia          | Evento de Concienciación sobre el Cáncer de Mama                             |
| Polonia         | Caminata contra el Cáncer de Mama                                            |
| Portugal        | Educacional Walk-a-thon                                                      |
| Rumanía         | Caminata contra el Cáncer de Mama                                            |
| Rusia           | Conferencia de Prensa                                                        |
| Eslovaquia      | Caminata contra el Cáncer de Mama                                            |
| España          | Breast Cancer Walk                                                           |
| Turquía         | "Caminata “Trip to Health with Avon”                                         |
| Ucrania         | Caminata de Concienciación sobre el Cáncer de Mama                           |
| Reino Unido     | Ceremonia de premios “Celebrando la Vida”                                    |

### La iluminación Global

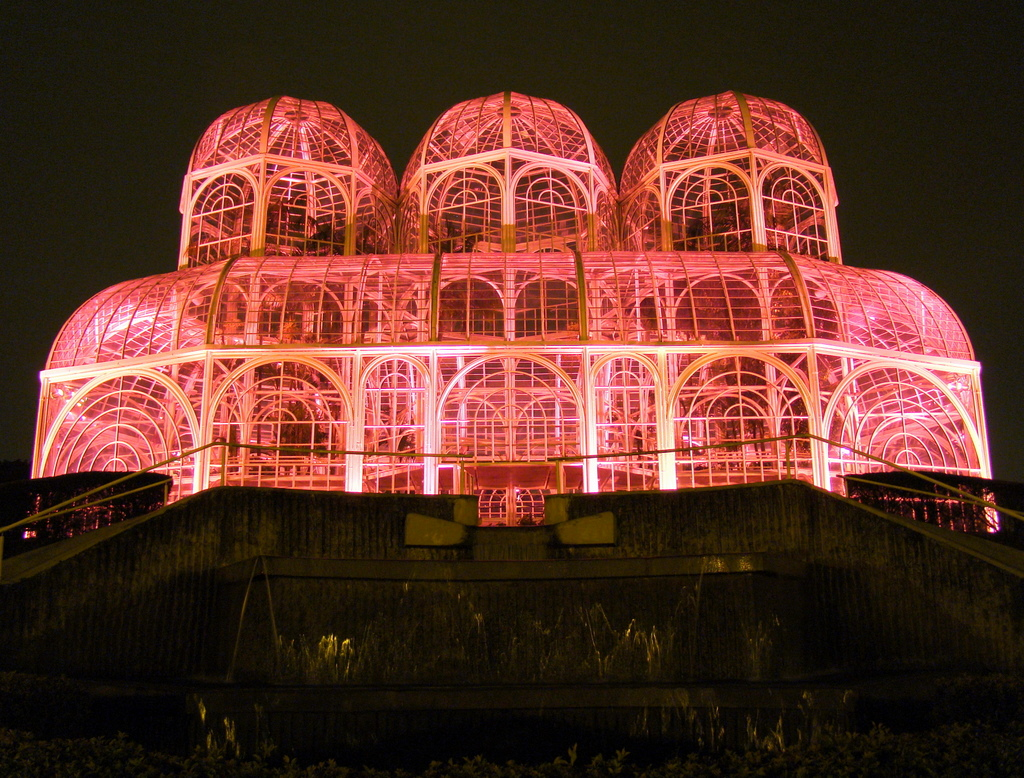
La estructura metálica de los invernaderos del Jardín Botánico de Curitiba (Curitiba, Sur de Brasil), iluminados con luz color rosa.

Las compañías Estee Lauder hacen los arreglos necesarios para que varios monumentos famosos alrededor del mundo sean iluminados con una luz color rosa para atraer la atención (tal como con el lazo rosado) hacia la importancia y el diagnóstico a tiempo del cáncer de mama y la investigación para encontrar maneras de curarlo y prevenirlo. Algunos de estos monumentos son:
| El Puente Harbour                | Sídney    | Australia      |
| La Tienda Departamental Hangshou | Hangshou  | China          |
| Las Cataratas del Nigara         | Ontario   | Canadá         |
| El Proyecto Edén                 | Cornwall  | Inglaterra     |
| El Hotel Majestic                | Cannes    | Francia        |
| El Edificio French Affiliate     | París     | Francia        |
| El Ángel de La Paz               | Múnich    | Alemania       |
| City Hall                        | Reykjavik | Islandia       |
| La Torre Moshe Aviv              | Ramat-gan | Israel         |
| El Arca de Constantino           | Roma      | Italia         |
| La Arena                         | Verona    | Italia         |
| La Torre de Tokio                | Tokio     | Japón          |
| El Dam Square                    | Ámsterdam | Holanda        |
| El Skytower                      | Auckland  | Nueva Zelandia |

### En el Rosa
Esta es una actividad realizada durante el Mes de la Concienciación sobre el Cáncer de Mama (https://web.archive.org/web/20101020113747/http://www.nbcam.org/). Su objetivo es el de recaudar fondos mediante la realización de diversas actividades, tales como las fiestas de temática o un día rosa en el trabajo. El dinero que se ha recaudado será destinado a la Fundación de investigación del Cáncer de Mama.

## Investigación y otras acciones
En 2008, la marca española Ausonia se unió a la Asociación Española Contra el Cáncer (AECC) en una campaña para apoyar la investigación contra el Cáncer de Mama patrocinando un proyecto cuyo objetivo era encontrar la relación entre el metabolismo de las grasas con el Cáncer de Mama. La investigación, dirigida por el Doctor Javier Menéndez y titulada "Neo-síntesis de Ácidos Grasos en la patogénesis del Cáncer de Mama", demuestra que el metabolismo energético que permite la síntesis de lípidos (grasa) en el interior de las células es una nueva diana terapéutica para la eliminación eficaz de las "células iniciadoras de tumores" (tumor initiating cells) o "células madre del cáncer".
En una segunda campaña, desarrollada en 2011, se involucró al consumidor de manera que, con la compra de cada envase se colaboraba con un minuto de investigación. Esta segunda investigación, dirigida por el Doctor Samuel Seoane de la Universidad de Santiago de Compostela, se tituló: "Cáncer de mama y metástasis: función del factor de transcripción Pit-1 e implicaciones terapéuticas análogos de la vitamina D".
Las acciones que rodean esta iniciativa incluyen -además de las investigaciones que se llevan a cabo- presencia en las redes sociales, información sobre prevención del cáncer de mama, y un 'Libro Rosa', con el testimonio de afectadas (directa e indirectamente) por la enfermedad. Todos los internautas pueden participar activa o pasivamente de este 'Libro Rosa'.

## Productos

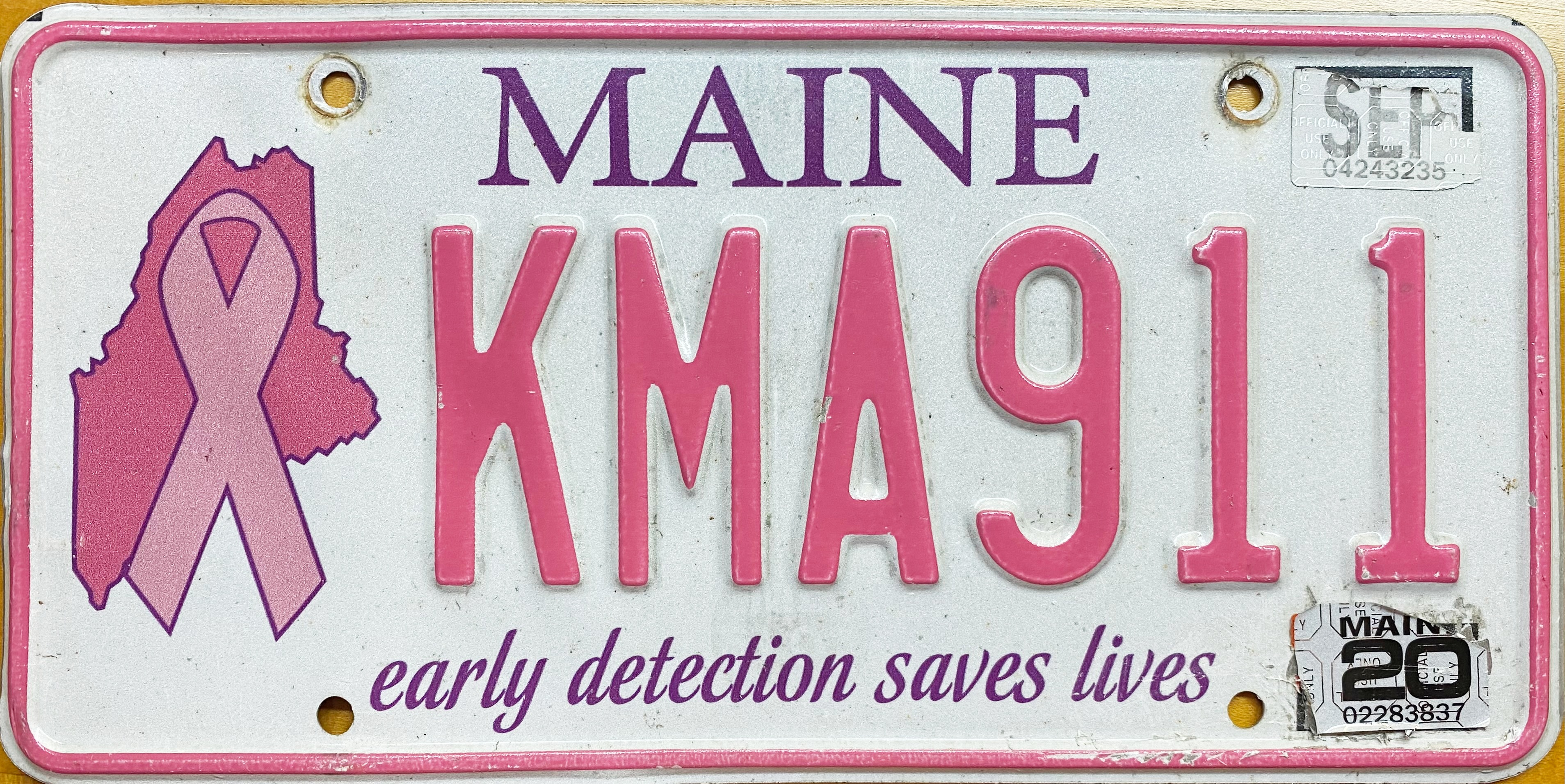
Maine license plate with a pink breast cancer awareness ribbon

### Estampa del Cáncer de Mama
La primera estampilla de la investigación sobre el Cáncer de Mama fue dada a conocer en 1996. Como consecuencia de sus malas ventas, Ethel Kessler tuvo que diseñar una nueva estampilla para la investigación del Cáncer de Mama. El 29 de julio de 1998, el sello se hizo público por la primera dama de los Estados Unidos Hillary Clinton y el director general de Correos William Henderson. El costo de la estampa es de 45 centavos y el 70% de los fondos recaudados es donado al Instituto Nacional del Cáncer (NCI) mientras que el 30% restante está destinado al Programa de investigación del Cáncer de Mama del Departamento de Defensa (DOD). En noviembre del año 2005, $33,5 millones ya habían sido donados al NCI, al mismo tiempo el DOD había reunido $13 millones de dólares estadounidenses.

### La Moneda del Cáncer de Mama
En Canadá ha sido puesta en el mercado una moneda de plata con motivo del cáncer de mama. Existen 15,000 monedas en todo el mundo. En lado de la moneda aparece la figura de Su Majestad La reina Isabel, mientras que en el otro lado aparece un lazo rosado.

## Movimientos Críticos

### Pink Ribbons, Inc
Samantha King, en su libro publicado en el año 2006, describe cómo el cáncer de mama ha pasado de ser tan solo una enfermedad seria y de dolor personal para convertirse en una industria de mercadotecnia de supervivencia. En un derramamiento de filantropía sin precedentes , corporaciones enteras ponen toda su promoción en la cura de la enfermedad dándole menor importancia a los esfuerzos de prevención y a la salud pública y sofocando los llamados a la investigación sobre el por qué y el cómo el cáncer de mama afecta a tantas personas. En este caso en particular, King se cuestiona sobre la efectividad y la legitimidad de los esfuerzos y fondos del sector privado para detener la epidemia entre las mujeres americanas.

### Think before you Pink
Es evidente que las tiendas están llenas de productos con el lazo rosado y así mismo el Internet está saturado de promociones que aseguran hacer donaciones para la investigación del cáncer de mama. El significado del Lazo Rosado ha cambiado. Muchas compañías han estado usándolo como una herramienta de mercadotecnia. La gente sabe que el lazo rosado es un símbolo para la concienciación del cáncer de mama. El mercado sabe bien que la gente desea involucrarse en asuntos de caridad y en especial las mujeres que suelen hacer muchas compras y les gustaría saber que están contribuyendo en una buena causa. No obstante, hacer las compras para apoyar la lucha contra el cáncer de mama no es la actitud apropiada, ya que estos consumidores no saben qué porcentaje de ese dinero será destinado para la fundación. Esto es algo que no se especifica por las organizaciones y a medida que el lazo rosado se sigue comercializando de esta manera, al mismo tiempo va perdiendo su poder de influencia.

## Color
- En el mundo occidental, el rosa es el color de la mujer. Por lo general, cuando nace una niña, se le regala todo en color rosa, mientras que con los niños todo es en color azul.
- Además el color es brillante, vibrante y da una sensación de salud y bienestar, todo lo opuesto a lo que representa el cáncer.
- El cáncer de mama es un asunto muy personal, ya que la mama simboliza una parte muy importante de la feminidad.

### Otros significados del color rosa
El lazo rosado no solamente es un símbolo para el cáncer de mama desde los años 2000, sino que también es un símbolo para la denominada March of the Dimes en sus esfuerzos por luchar contra los partos prematuros, salvando bebés y encontrando una cura para las malformaciones genéticas. El lazo rosado también representa a los padres de familia y la concienciación del cáncer infantil. Un lazo rosado es además utilizado para atar un bulto de documentos y papeles junto con una nota de entrega para un abogado.